# Cuscuta platyloba
Cuscuta platyloba là một loài thực vật có hoa trong họ Bìm bìm. Loài này được Progel mô tả khoa học đầu tiên năm 1871.